# Groupe d'utilisateurs

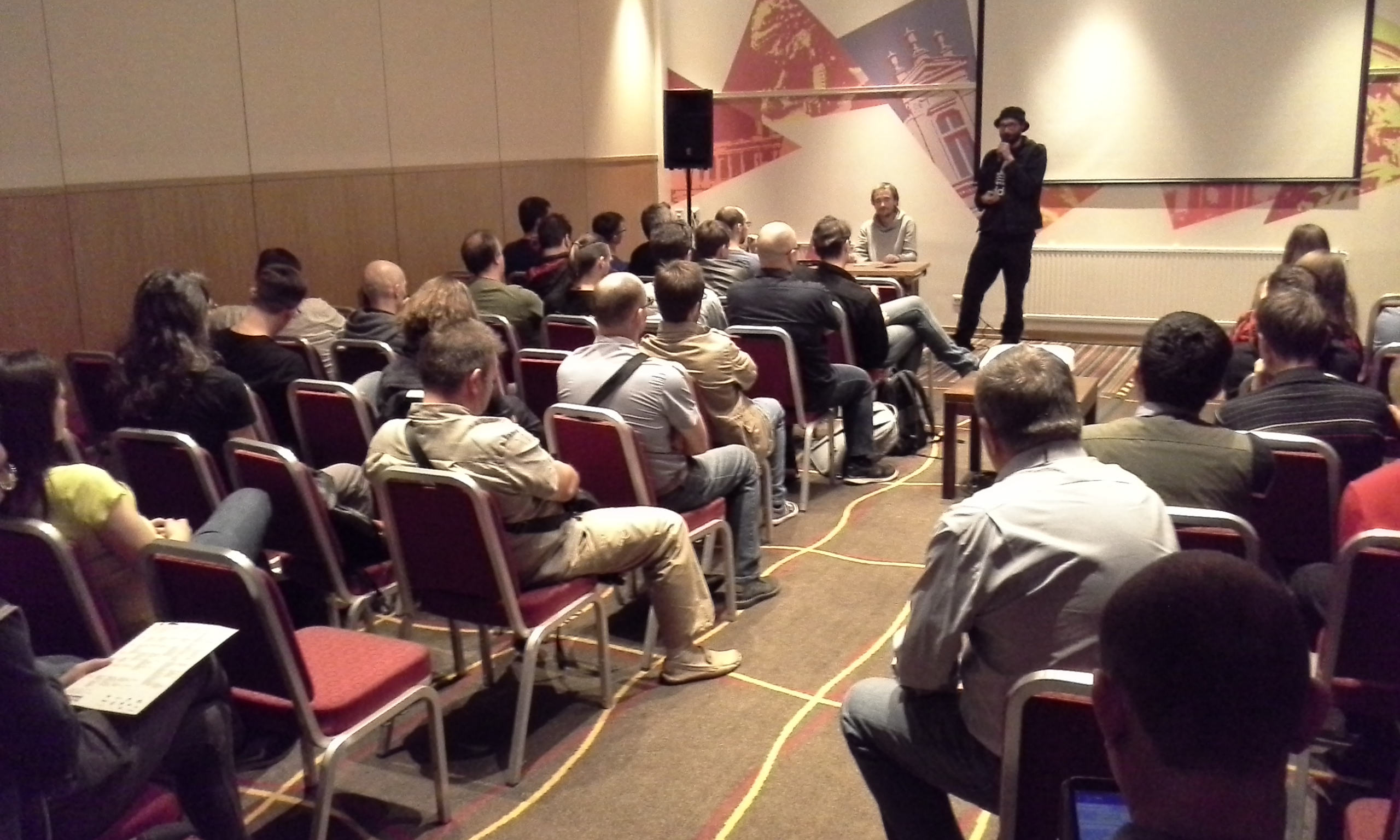
Une conférence de hackers lors de Chaos Constructions 2019

Un groupe d'utilisateurs est un groupe axé sur l'utilisation d'une technologie particulière, généralement liée à l'informatique.

## Vue d'ensemble
Les groupes d'utilisateurs ont commencé à proliférer avec la révolution micro-informatique de la fin des années 1970 et du début des années 1980, les amateurs s'unissant pour s'entraider en matière de programmation, de configuration et d'utilisation du matériel et des logiciels. En particulier avant l'émergence du World Wide Web, il était souvent onéreux d'obtenir une assistance technique pour les ordinateurs, alors que les groupes liés à l'informatique fournissaient volontiers une assistance technique gratuite. Aujourd'hui, les groupes d'utilisateurs continuent d'offrir des possibilités d'apprentissage « dans la vraie vie » à partir de l'expérience partagée des membres et peuvent proposer d'autres fonctions telles qu'un bulletin d'information, des possibilités d'achats groupés, des visites d'installations ou des conférenciers lors des réunions du groupe.
Un groupe d'utilisateurs peut fournir à ses membres (et parfois au grand public) un ou plusieurs des services suivants :
- réunions périodiques
- conférences d'utilisateurs annuelles ou moins fréquentes
- des conférences publiques
- un bulletin d'information
- une bibliothèque de médias ou d'outils
- des archives de logiciels
- une présence en ligne telle qu'un forum ou autre
- des rencontres d'échange
- une assistance technique
- des événements sociaux
- des programmes d'apprentissage du code (en)

## Groupe d'utilisateurs d'ordinateurs
Un groupe d'utilisateurs d'ordinateurs (influencé par l'anglais computer user group) est un groupe de personnes qui aiment utiliser ordinateurs personnels ou — auparavant — micro-ordinateurs et qui se réunissent régulièrement pour discuter de l'utilisation des ordinateurs, partager leurs connaissances et leur expérience, écouter les représentants des fabricants de matériel et des éditeurs de logiciels, et organiser d'autres activités connexes,. Ils peuvent accueillir des groupes de travail spécialisés, souvent axés sur un aspect particulier de l'informatique.
Les groupes d'utilisateurs d'ordinateurs se réunissent à la fois virtuellement et dans des hackerspaces. Ces groupes peuvent être composés de membres qui utilisent principalement un système d'exploitation spécifique, tel que GNU/Linux. Si de nombreux hackers utilisent des logiciels libres, d'autres utilisent macOS, Windows, ainsi qu'auparavant RISC OS, Macintosh et Amiga OS.